# Loi des proportions définies
La loi des proportions définies est une loi pondérale énoncée par Joseph Louis Proust, selon laquelle lorsque deux ou plusieurs corps simples s'unissent pour former un composé défini, leur combinaison s'effectue toujours selon un même rapport pondéral. Cette loi constitue, avec la loi des proportions multiples, la base de la stœchiométrie en chimie.
On peut, par exemple, mesurer que, quelle que soit la masse d'eau considérée, le rapport entre la masse d'hydrogène et la 
masse d'oxygène entrant dans sa composition est toujours de 1 pour 8.
Cette loi affirme l'invariabilité des proportions massiques des éléments combinés au sein d'une espèce chimique donnée. L'énoncé de cette loi, qui met sur la voie de la notion de masse atomique, caractéristique de chaque élément, constitue l'une des étapes de la construction de la théorie atomique.
La loi des proportions multiples est une loi énoncée par John Dalton : si deux éléments peuvent se combiner en donnant plusieurs substances différentes, les rapports de masse du premier élément qui se lie à une masse constante de l'autre ont entre eux un rapport de nombres entiers.
Exemple : l'azote et l'oxygène donnent les substances : NO, N2O, NO2, N2O3 et N2O5. La loi des proportions multiples indique que dans ce cas, les différentes proportions d'oxygène par rapport à l'azote sont dans des rapports de nombres entiers. On constate que la proportion d'oxygène dans NO2 est le double de ce qu'elle est dans NO. N2O3 est le triple de ce que l'on trouve dans N2O.